# Jorge Boccanera

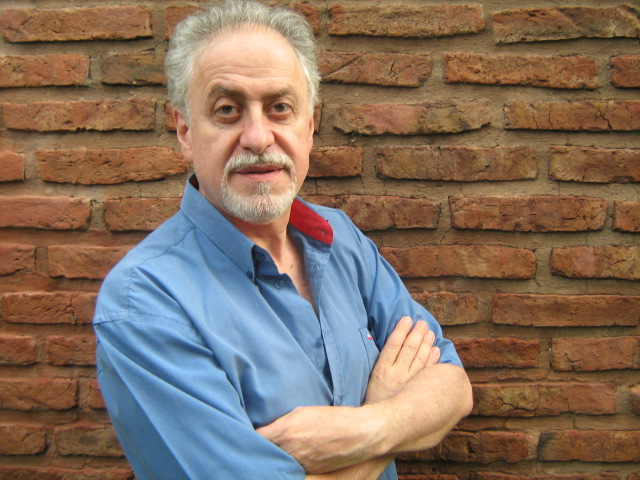
Jorge Boccanera 2012

Jorge Alejandro Boccanera (* 18. April 1952 in Bahía Blanca, Provinz Buenos Aires) ist ein argentinischer Journalist und Schriftsteller.

## Leben und Wirken
Als sich 1976 die Junta unter Führung von General Jorge Rafael Videla an die Macht putschte, ging Boccanera ins Exil nach Mexiko. Erst nachdem Argentinien 1983 unter Raúl Alfonsín wieder zur Demokratie zurückgefunden hatte, kehrte er in seine Heimat zurück. Bedingt durch die Wirtschaftskrise und die daraus resultierende Verschlechterung der politischen Situation, ging Boccanera 1989 nach Costa Rica und kehrte erst 1997 nach Buenos Aires zurück.
Dort lebt er derzeit und arbeitet als Journalist bei der Nachrichten- und Presseagentur Télam. Daneben hat er an der Universidad Nacional de San Martín einen „Lehrstuhl für Lateinamerikanische Lyrik“ inne.

## Rezeption
In seinen frühen Werken wie Los espantapájaros suicidas oder Contraseña steht Boccanera noch im Schatten einer Poesía Conversacional von Mario Benedetti oder Juan Gelman. Doch bald schon fand er durch seine spezielle Bildhaftigkeit zu einem eigenen Stil. Bezeichnend dabei ist seine lakonische Sprache, in der – bis hin zu meist überraschenden Pointen – die meisten seine Gedichte gehalten sind.

## Ehrungen
- 1976 Premio Casa de las América

## Werke (Auswahl)
- Bestias en un hotel de paso. 2001.
- Contraseña. 1976.
- Los espantapájaros suicidas. 1974.
- Noticias de una mujer cualquiera. 1976.
- Los ojos del pájaro quemado. 1980.
- Poemas del tamaño de una naranja. 1979.
- Polvo paramorder. 1986.
- Sordomuda. 1991.